# Italienne

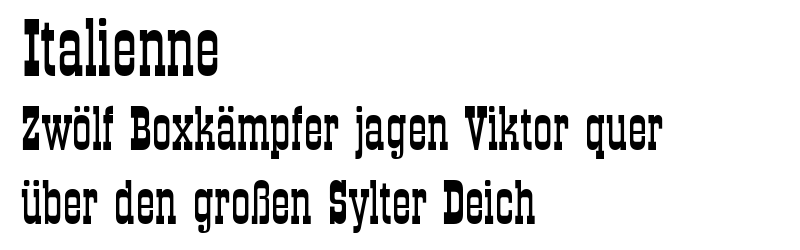
Schriftbeispiel (Pangramm) einer Italienne-Schrift mit Groß- und Kleinbuchstaben

Italienne (im Englischen Italian genannt) sind serifenbetonte Schriftarten auf Basis der Antiqua, bei denen die waagerechten Striche der Glyphen, und damit auch die Serifen, deutlich fetter als die senkrechten Striche sind.
Meist wird die Italienne zur Schriftklasse der Egyptienne (serifenbetonte Linear-Antiqua) gezählt, dies ist aber nicht unumstritten. Während die sonstigen Egyptienne-Schriften keinen oder nur einen geringen Strichstärkenkontrast aufweisen, haben Italienne-Schriften einen ausgeprägt hohen umgekehrten Strichstärkenkontrast. Zu den Linear-Antiqua-Schriften können sie somit kaum zählen.

## Geschichte

### Ursprung

Oben eine Italienne aus einem Buch der George Bruce company of New York (1828), darunter eine Fat-Face-Schrift zum Vergleich.

Italienne-Schriften kehren das traditionelle Design der Strichstärken auf exzentrische Weise um, so dass die dünnen Linien dick und die dicken Linien dünn werden. Die Idee kam in Großbritannien auf. Die erste solche Schrift wurde im Jahr 1821 in einem Schriftartenbuch von Caslon & Catherwood abgedruckt. Die Schriftart wurde im 19. Jahrhundert wegen ihres exotischen Aussehens Italienne bzw. (Grotesque) Italian genannt, hat aber nichts mit dem Land Italien zu tun. Teilweise nannte man sie auch Egyptienne bzw. (Grotesque oder Reversed) Egyptian, was ebenfalls lediglich mit Exotik und nichts mit dem Land Ägypten zu tun hat.
Es gibt Hinweise, dass die Italienne in ihrer ursprünglichen Form nicht auf der Egyptienne (im üblichen Wortsinn) beruht, sondern vielmehr auf den als Fat Face bekannten Varianten der klassizistischen Antiqua des 19. Jahrhunderts (im Englischen Didone genannt) basiert. Fat-Face-Schriften weisen, völlig anders als die Egyptienne-Schriften, einen extrem hohen Strichstärkenkontrast zwischen Haar- und Schattenstrichen auf. Die Italienne kehrt diese extremen Haar- und Schattenstriche um und behält dabei diesen hohen Kontrast bei. Dabei werden die dreieckigen Serifen der Fat-Face-Schrift bei Bedarf um 90 Grad gedreht (siehe im Beispiel rechts die Buchstaben T und E).
Die Italienne wurde ebenso wie die Fat Face für plakative Einsätze entworfen, wo sie mit ihrem dramatischen und ungewöhnlichen Schriftbild die Aufmerksamkeit des Betrachters erheischen sollte. Für Textkörper ist sie kaum geeignet. Zunächst gab es diese Schriften auch oft nur in Großbuchstaben für den Einsatz auf Plakaten, in Titeln und Überschriften. Bereits 1830 erweiterte Caslon & Catherwood die stilistische Vielfalt, indem sie eine dreidimensional wirkende Variante (Italian Shaded) auf den Markt brachten. 1846 bot die Englische Schriftgießerei von Vincent Figgins einen ersten Kleinbuchstabensatz der Italienne an.

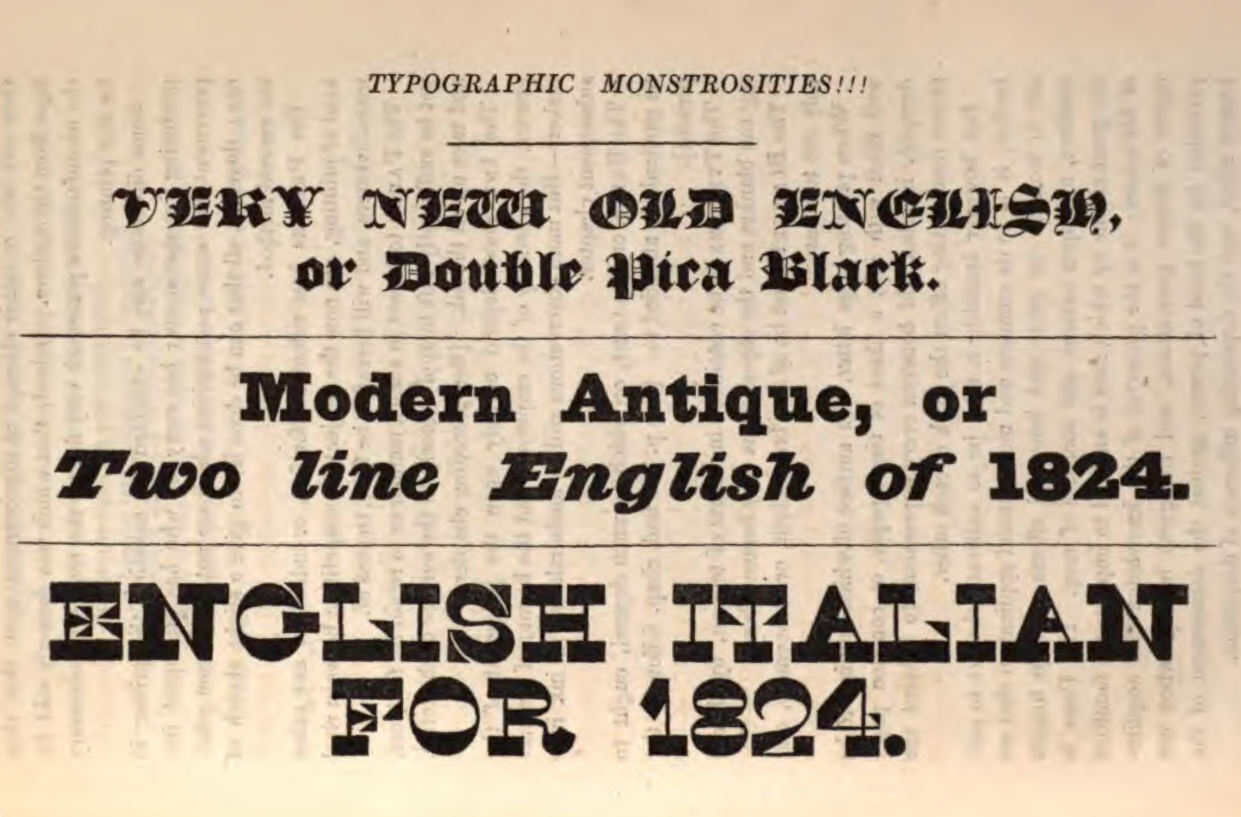
Unten eine frühe Italienne (English Italian), 1825
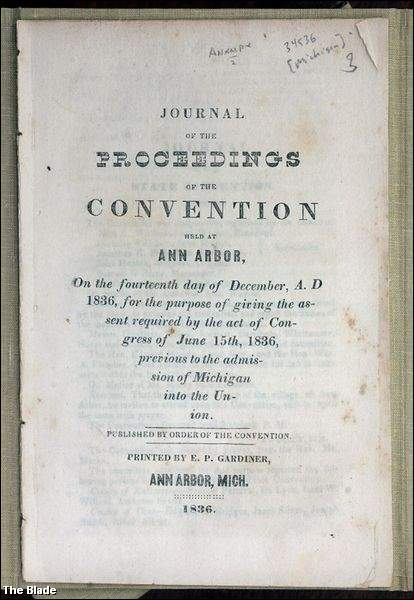
Ein 1836 gedrucktes Dokument. Das Wort PROCEEDINGS ist in einer frühen Italienne-Schrift gedruckt, das Wort CONVENTION in einer klassizistischen Antiqua.

### Weiterentwicklung

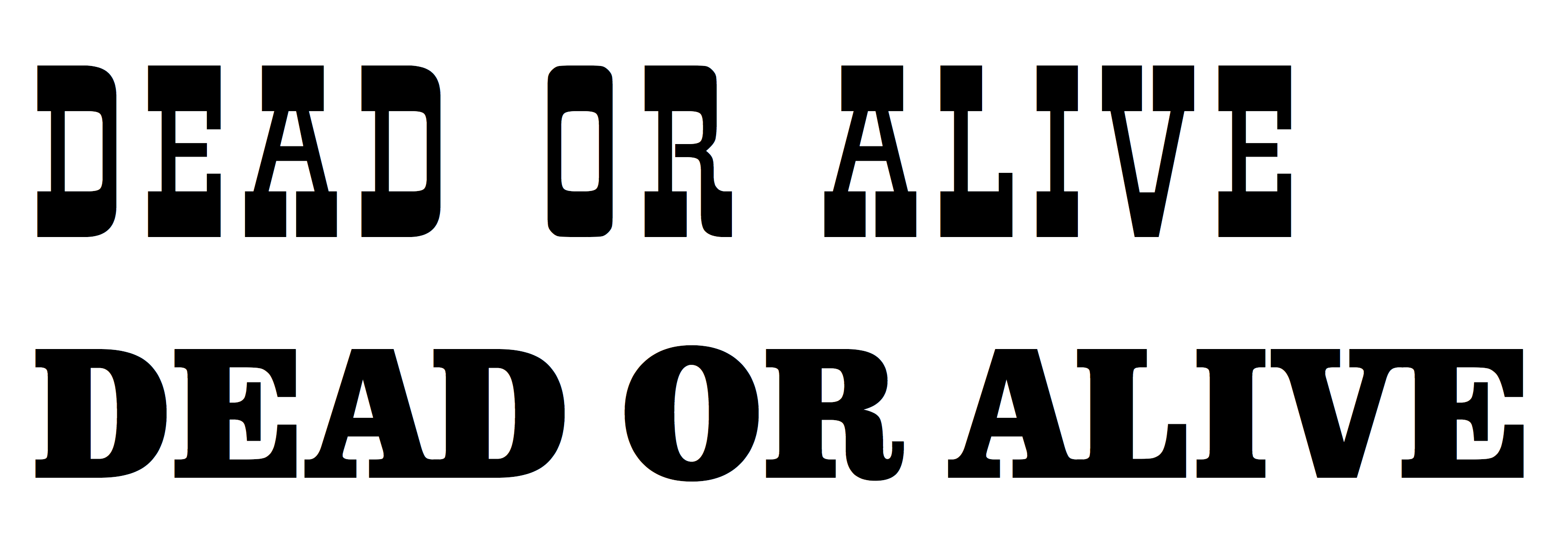
Oben Schriftbeispiel einer French Clarendon, darunter eine konventionelle Clarendon.

Ab der Mitte des 19. Jahrhunderts wechselte die Weiterentwicklung der Italienne von Großbritannien in die USA. Ihr Gestaltungskonzept verschmolz dort mit dem der Clarendon-Schriften. Die US-amerikanischen Schriftgießereien boten oft Varianten ihrer Clarendon-Schriften mit umgekehrtem Strichkontrast an. Diese werden im Englischen als French Clarendon bezeichnet. In dieser abgemilderten Form erfreuten sie sich einer großen Beliebtheit. Die erste Schrift dieser Art ist laut David Shields die French Antique der Robert Besley & Co. von 1854.
Während die ursprünglichen Italienne-Schriften zum Teil auch in der Mitte der Glyphen (etwa im Querstrich des Buchstabens H) dicke Striche haben, sind bei French Clarendon-Schriften durchgehend nur die oberen und unteren Querstriche dick. Die Serifen sind zurückhaltender gestaltet und es gibt keine um 90 Grad gedrehten dreieckigen Serifen mehr. Die Glyphen sind außerdem tendenziell schmal und hoch. Diese neuen Italienne-Schriften boten den Vorteil, dass die großen Serifen den Blick einfingen, während die schmalen Buchstaben den Bedürfnissen des Plakatdrucks entgegenkamen. Sie sind diejenigen, die in Europa vor allem unter dem Namen Italienne bekannt sind. Sie werden hauptsächlich mit Drucksachen aus dem Wilden Westen sowie mit Theater- und Zirkusplakaten assoziiert.

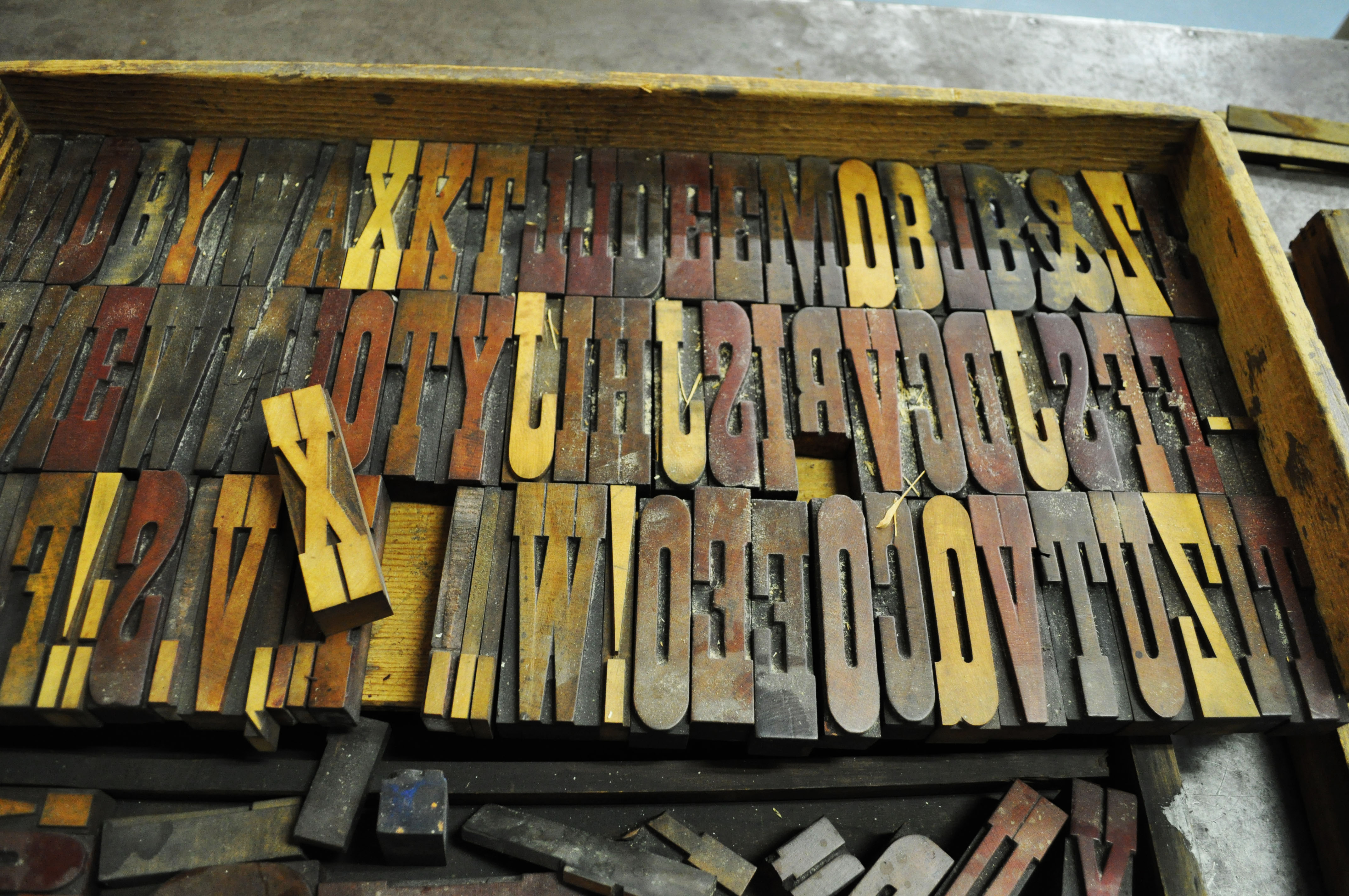
Holzlettern einer French Clarendon im Hamilton Wood Type Museum, Wisconsin
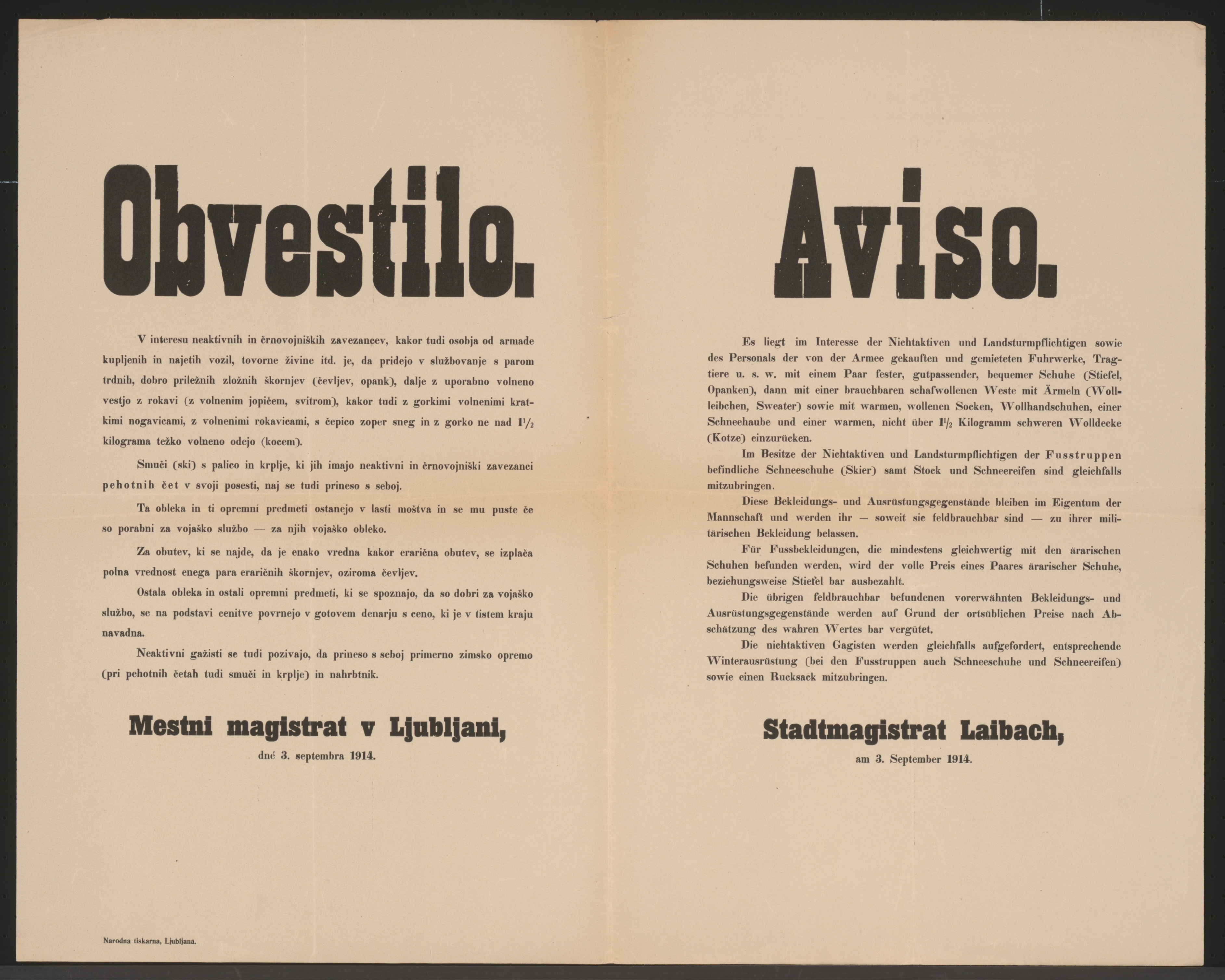
Plakat von 1914 aus Ljubljana (Laibach)

### Toscanienne

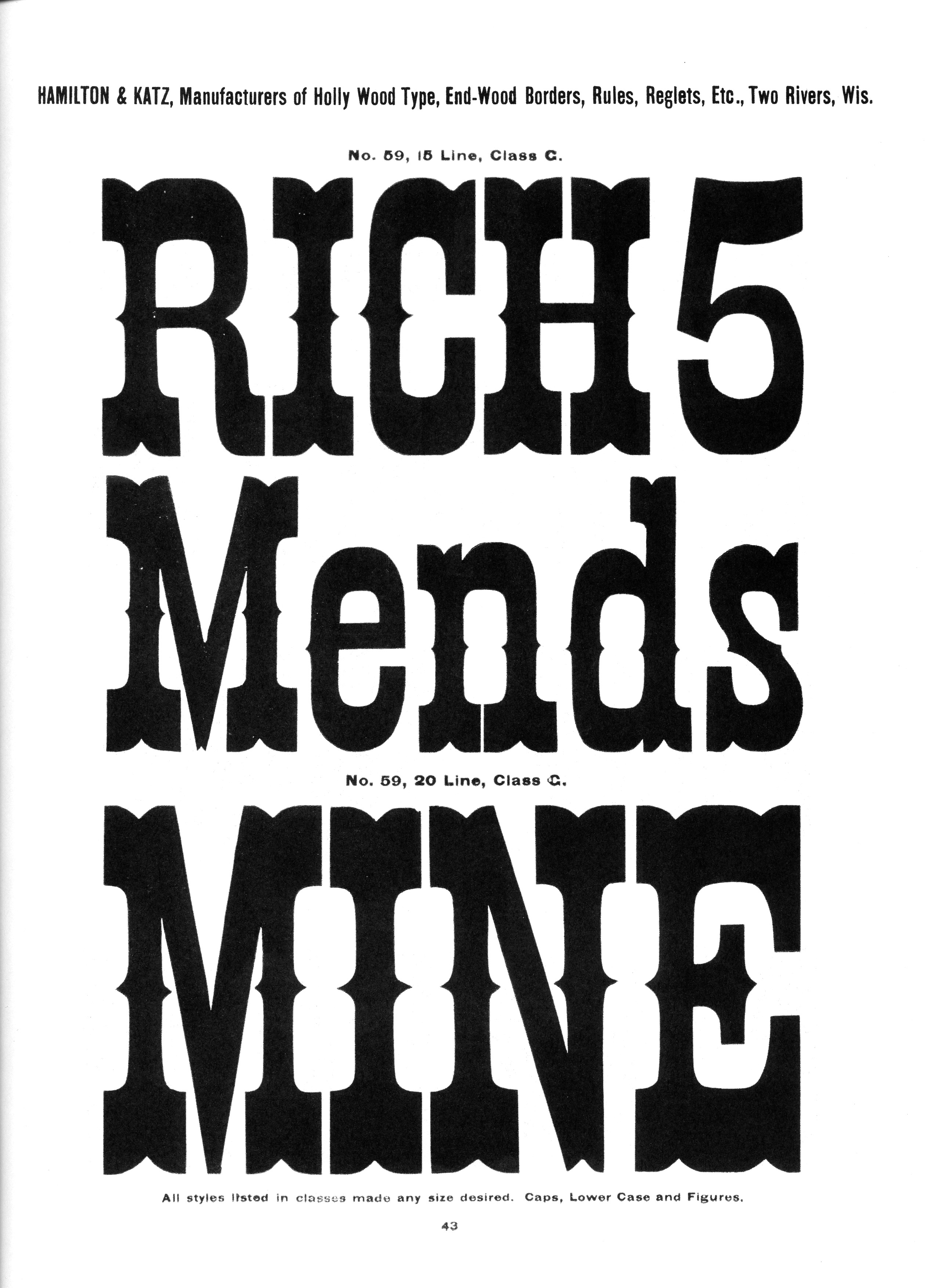
Hamilton Katz Spurred Tuscan French Clarendon

Verzierte Formen der Italienne werden als Toscanienne (im Englischen Tuscan) bezeichnet. Sie haben beispielsweise gegabelte Serifen oder auch anderweitige Verzierungen wie seitliche Sporne. Toscanienne-Schriften gibt es allerdings auch ohne das Hauptmerkmal der Italienne-Schriften, den umgekehrten Strichkontrast, so dass die Toscanienne begrifflich keine Untergruppe, sondern vielmehr eine eigene Obergruppe darstellt, die sich mit der Italienne lediglich in Form einer gemeinsamen Schnittmenge überlappt.

### Moderne Formen und weitere Varianten

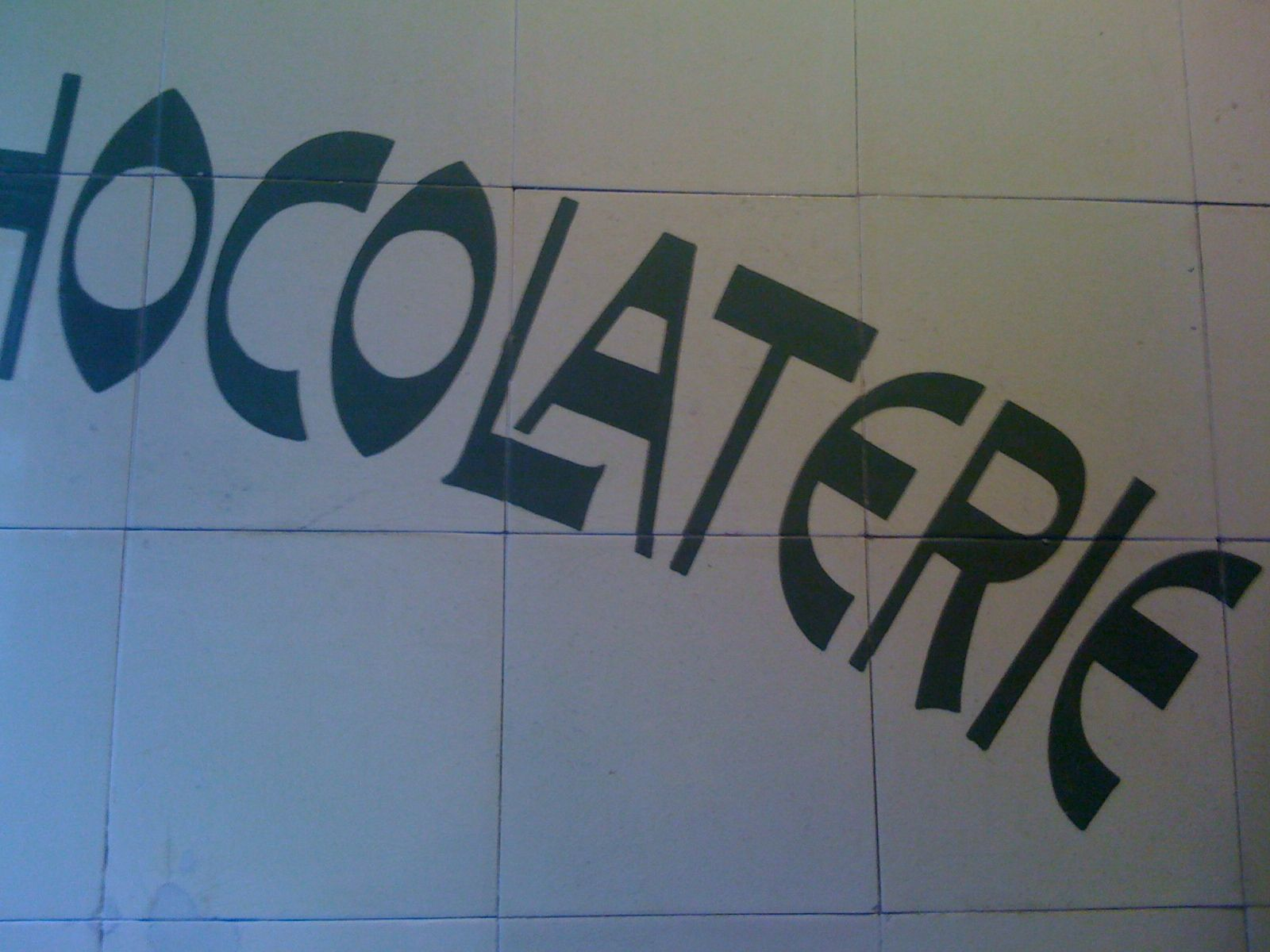
In der handgeschriebenen Schrift entsteht ein umgekehrter Strichkontrast durch eine vertikal gestellte Feder bzw. Flachspitze

Es gibt eine Vielzahl weiterer moderner Adaptionen, darunter die Playbill von Robert Harling (1938), die Westside von Adrian Frutiger und die Figaro von Monotype. Leichtere handgeschriebene Varianten von Italienne-Schriften waren für Filmplakate in den 1950er und 1960er Jahren beliebt. Die Playbill wurde später mit Microsoft-Software gebündelt und erreichte so im IT-Zeitalter vergleichsweise weite Verbreitung und Bekanntheit.
Andere Varianten wenden das Prinzip des umgekehrten Strichkontrasts der Italienne auf serifenlose Schriften an, oder auf Schreibschriften.
Insgesamt werden Italienne-Schriften im 20. und 21. Jahrhundert, auch und insbesondere im Plakatdruck, deutlich weniger als im 19. Jahrhundert eingesetzt. Auch wenn sie ursprünglich avantgardistische, mit wesentlichen typografischen Traditionen brechende Akzidenzschriften waren, wirken sie deshalb aus heutiger Sicht auf den Betrachter „historisch“.

## Kritik
Bereits vier Jahre nach ihrem ersten Aufkommen, 1825, wurde die Italienne von Thomas Curson Hansard als „typografische Monstrosität“ bezeichnet. Diese Verurteilung setzte sich bis ins 20. Jahrhundert fort. Im Jahr 1934 nannte sie A. F. Johnson eine „Freak“-Schrift, und 1938 schrieb Nicolete Gray, dass die Italienne ein „grober Ausdruck der Idee der Perversion“ sei. John Benson und Arthur Carey nannten sie 1940 „degeneriert“.
Walter Tracy offerierte 1986 eine nachsichtigere Betrachtung: die Italienne sei im „spielerischen Geist“ geschaffen worden. Man solle sie deshalb nicht nach konventionellen ästhetischen Maßstäben beurteilen.